# گزارش ضبط
گزارش ضبط (به انگلیسی: Record Report) سازمان رسمی رتبه‌بندی تک‌آهنگ‌ها در ونزوئلا است. این سازمان در سال ۱۹۹۰ تأسیس شد.